# Pterolophia nigrita
Pterolophia nigrita är en skalbaggsart som först beskrevs av Francis Polkinghorne Pascoe 1859.  Pterolophia nigrita ingår i släktet Pterolophia och familjen långhorningar. Inga underarter finns listade i Catalogue of Life.